# Noches cariocas
Noches cariocas, cuyo título en portugués es Noites cariocas  es una película coproducción de Argentina y Brasil en blanco y negro dirigida por Enrique Cadícamo sobre su propio guion escrito en colaboración con Luis Iglesias y Jardel Jercolis sobre argumento de F. Gianetti que se estrenó el 3 de diciembre de 1935.

## Reparto
- Eduardo Arouca
- Mendonça Balsemão
- Montenegro Bentes
- Lourdinha Bittencourt
- Sadi Cabral
- Carambola
- Walter D'Ávila
- Olavo de Barros
- Abel Dourado
- Silva Filho
- Chaves Florence
- Jardel Jercolis
- Ana Maria Machado
- Carlos Machado
- Conceição Machado
- Mesquitinha
- Oscarito
- Grande Otelo
- Maria Luisa Palomero
- Carlos Perelli
- Lita Prado
- Pery Ribas
- Henriqueta Romanita
- Albertina Salkovsa
- Lódia Silva
- Manoel Vieira
- Carlos Vivan